# Perikles

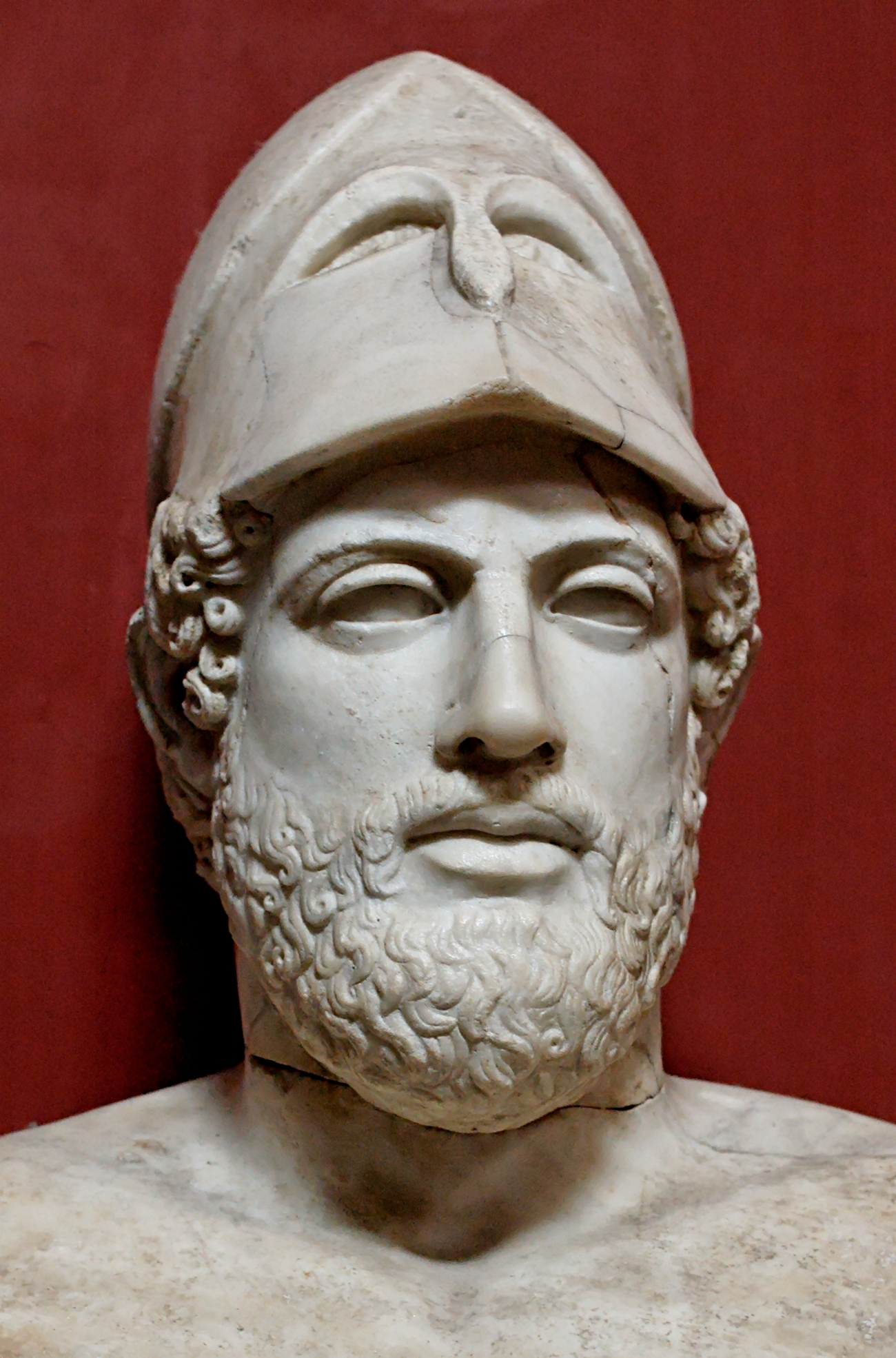
Herme des Perikles, römische Kopie hadrianischer Zeit nach griechischem Original, Vatikanische Museen

Perikles (altgriechisch Περικλῆς Periklḗs; * vor bzw. um 490 v. Chr.; † September 429 v. Chr.) gehörte zu den führenden Staatsmännern Athens und der griechischen Antike im 5. Jahrhundert v. Chr. Mit seinem Wirken gingen der Ausbau der Attischen Demokratie, die Sicherung der Vormachtstellung Athens im Attischen Seebund und die Durchführung eines glanzvollen Bauprogramms auf der Athener Akropolis einher.
Als fortlaufender Inhaber der Strategenfunktion, des bedeutendsten Wahlamtes in der demokratisierten Gesellschaft Attikas, gelang es Perikles, der über vielgerühmte rhetorische Qualitäten verfügte, die Volksversammlung meist für seine politischen Anliegen zu gewinnen. Eine wesentliche Mitverantwortung fiel ihm dadurch auch in dem sich anbahnenden innergriechischen Machtkampf mit Sparta und dem von diesem dominierten Peloponnesischen Bund zu, der in den Peloponnesischen Krieg und den Niedergang der Hegemonie Athens mündete.

## Ein Perikleisches Zeitalter?
Die Urteile von Mit- und Nachwelt über Art und Ausmaß von Perikles’ politischem Wirken gehen zum Teil weit auseinander. Gründe dafür liegen einerseits in dem Spektrum nachweislicher und möglicher Initiativen in seiner Verantwortung, zum anderen in der Art der Auswertung und Problematisierung historischer Quellen.
Wird auf der einen Seite aus Tradition oder Überzeugung weiterhin der Begriff „Perikleisches Zeitalter“ verwendet, so stellt sich von anderer Warte her die Frage nach dem „Abschied von Perikles“. Gerade in der jüngsten Perikles-Forschung zeigen sich unvereinbare Standpunkte. Wolfgang Will unterlegt sein Abschiedsgeleit so: „Historiker und Archäologen machten sich auf die Suche nach dem großen Mann des 5. Jahrhunderts und fanden Perikles, genauer gesagt, sie erfanden ihn und eine ganze Ära dazu – die perikleische.“
Gustav Adolf Lehmann dagegen bescheinigt Perikles „staatsmännische Leistungen von überzeitlicher und damit welthistorischer Bedeutung“ im Zusammenhang mit „den institutionellen Vorkehrungen, die den im Parteienkampf der 460er Jahre entstandenen Ordnungsbegriff der demokratia mit festen rechtsstaatlichen Garantien sowie mit hohen sozialkulturellen Zielsetzungen unlösbar verbunden haben“. Für ihn entspricht es insofern „durchaus der historischen Logik, dass die Großbauten auf der Akropolis […] zum Symbol der perikleischen Ära, als der überragenden Blütezeit Athens, geworden sind.“
Entsprechend unterschiedlich fällt das Urteil über die Zuverlässigkeit der historischen Quellen zu Perikles aus. Lehmann stellt angesichts der „exakt 2500 Jahre“, die seit dem anzunehmenden Geburtsjahr des Perikles vergangen sind, fest: „Gleichwohl hat die historische Quellenbasis ausgereicht, um in einer vorsichtigen Annäherung […] alle wichtigen Stationen im Werdegang und Lebensweg dieses Staatsmannes und Mitbegründers der <radikalen> attischen Demokratie zu erfassen.“ Will dagegen betont: „Die Quellen zur Geschichte des Alkmeoniden Perikles fließen spärlich. Über keinen anderen der berühmten Staatsmänner oder Feldherrn der Antike ist so wenig bekannt.“ Die von Thukydides überlieferten Reden dienten, „so erhebend sie sein mögen, kaum der Wahrheitsfindung.“ Auch Plutarch schöpfe – ein halbes Jahrtausend nach Perikles – bei seinen Zitaten aus trüber Quelle. Daraus und aus den Perikles betreffenden Heroisierungs- und Vereinnahmungstendenzen der beiden vergangenen Jahrhunderte ergibt sich für Will: „Der Perikles, der heute in den Geschichtsbüchern, Lexika und wissenschaftlichen Biographien spukt, ist das alte Phantasiegebilde, eine Mixtur aus Demokrat, Kulturheros, weitsichtigem (Verteidigungs-) Kriegsplaner und Friedensstifter in einem.“
Die nachfolgende Darstellung berücksichtigt sowohl die gegenüber den antiken Quellen ausgeprägt skeptische als auch eine ihnen aufgeschlossener begegnende Lesart. Zusätzliche Orientierung und Vermittlung bietet dafür auch die Perikles-Monographie von Charlotte Schubert, die in der Deutung der zu behandelnden historischen Vorgänge von den Handlungsintentionen des Perikles, über die ihrer Auffassung nach kaum Authentisches vorliegt, weitgehend absieht und stattdessen die Verhältnisse und Bedingungen zu rekonstruieren sucht, die prägend insbesondere auf das politische Handeln und auf die Richtung von gesellschaftlichen Veränderungen einwirkten.

## Lebensstationen und Wirkungsschwerpunkte

### Der Alkmeonidenspross
Perikles kam im Demos Cholargos der Phyle Akamantis zur Welt. „Von beiden Elternhäusern her aus einem der ersten Häuser und Geschlechter“, so charakterisierte Plutarch die Herkunft des Atheners. Aus heutiger Sicht bemerkt Donald Kagan: „Perikles’ aristokratisches Erbe, der Einfluss, der von seiner Verwandtschaft mit den Alkmeoniden ausging, und der Ruhm seines Vaters verschafften ihm im politischen Leben Athens eine Ausgangsposition, wie sie kaum jemand sonst hatte.“ Seine Mutter Agariste war die Nichte des Kleisthenes, der dem Geschlecht der Alkmeoniden angehörte und das Ende der Peisistratiden-Tyrannis mit bewirkt hatte. In diesem Zusammenhang hatte Kleisthenes dann durch grundlegende politische Reformen eine Demokratisierung der attischen Polis auf den Weg gebracht.
Perikles’ Vater Xanthippos (aus dem Priestergeschlecht der Buzygai) war politisch hervorgetreten als Ankläger des Miltiades, der den Sieg über die Perser in der Schlacht bei Marathon herbeigeführt hatte, bald danach aber in einer aufwändigen Strafexpedition zur See gegen Paros in verdächtiger Manier erfolglos blieb. Xanthippos selbst musste sich 484 v. Chr. als einer der ersten der Entscheidung des Scherbengerichts (Ostrakismos) stellen und Athen verlassen, zweifellos ein markantes Erlebnis für den etwa 10-jährigen Perikles. Als die Perser 481 v. Chr. neuerlich zum Griechenland-Feldzug rüsteten, amnestierten die Athener ihre Exilierten und riefen sie zu gemeinsamer Verteidigung nach Athen zurück. Unter Führung des Themistokles bereiteten die Griechen die Seeschlacht bei Salamis vor, während Perikles an der Evakuierung der Frauen und Kinder aus der Stadt teilgenommen haben dürfte und nach Lehmann die von den Persern in Brand gesteckte Athener Akropolis vor Augen gehabt haben könnte. Xanthippos war für das Jahr 480/479 v. Chr. zum Strategen gewählt worden und leitete nach dem Sieg bei Salamis die Verfolgung und Vernichtung der persischen Flotte: „Ihm gebührte der Ruhm, den großen Barbarenkrieg beendet zu haben, und, wie die Zukunft zeigen sollte, verstand es Perikles, sich das väterliche Verdienst zunutze zu machen.“
Wichtigen erzieherischen Einfluss hatte nach der Darstellung Plutarchs in der Musiklehre Damon von Athen, der ihn aber zugleich politisch stark beeinflusst habe und wegen politischer Ambitionen dem Scherbengericht anheimfiel. Außerdem habe Perikles die Lehren und Beweismethoden des Zenon von Elea bei diesem selbst kennen gelernt. Maßgeblich für das ernste und würdige Auftreten sowie für die rhetorische Schulung des Perikles sei aber insbesondere der Philosoph Anaxagoras gewesen, der wegen seiner naturkundlichen Erkenntnisse und Lehren bei vielen Zeitgenossen im Rufe des überragenden Verstandesmenschen stand und einen entsprechenden Beinamen (Nous) zuerkannt bekam.

### Anfänge politischer Profilierung
Von dem Erlebnis der Ostrakisierung seines Vaters womöglich geprägt, hat Perikles keine Eile gezeigt, sich politisch in vorderer Reihe zu etablieren. Wie gefährdet man selbst bei großen persönlichen Verdiensten in führenden Stellungen war, hatte sich nicht nur bei Miltiades gezeigt, sondern auch bei Themistokles. Für ein knappes Jahrzehnt trat Perikles öffentlich nicht mehr nennenswert in Erscheinung, nachdem er 472 v. Chr. die Choregie für die Aufführung der Tragödie „Die Perser“ von Aischylos übernommen hatte, bei der der Dichter den 1. Preis errang. Zum neuen starken Mann in der Zeit nach den Perserkriegen war Kimon geworden, der Sohn des Miltiades. Die guten Beziehungen, die er zur Landmacht Sparta unterhielt, führten aber schließlich dazu, dass gegen Kimon der Verdacht geschürt wurde, die Interessen Athens mit Rücksicht auf die rivalisierende griechische Großmacht zu vernachlässigen. Unter den Anklägern in einem 463 v. Chr. angestrengten Prozess gegen Kimon war auch Perikles, der seinen Part nach Plutarch aber kaum ernsthaft betrieb und im Vergleich zu seinen Kollegen dem Kimon, der schließlich freigesprochen wurde, am wenigsten schadete.
Da der Prozesshintergrund aber ohnehin die zunehmende Opposition gegen die innen- wie außenpolitisch konservativen Tendenzen des Areopags war, des die attische Politik bis dahin maßgeblich bestimmenden Rates der früheren Archonten, für dessen Ausrichtung Kimon stand, warteten die Befürworter eines Machtwechsels um Ephialtes nur auf eine günstigere Gelegenheit. Als sie 462/61 v. Chr. eintrat, führte sie zur Entmachtung der Areopagiten und zur Verbannung Kimons. Über die Rolle, die Perikles in diesem Zusammenhang spielte, macht Plutarch so zweifelhafte Angaben, dass darauf nicht gebaut werden kann. Kaum fraglich ist aber, dass er die Machtverschiebung begrüßte, unterstützte und für das eigene politische Fortkommen nutzte. In politisch aufgeheizter Situation folgte der Verbannung Kimons die Ermordung des Ephialtes, sodass auch auf Seiten der Umstürzler Ersatzbedarf bestand. Kagan folgert: „Wie und warum Perikles dem ermordeten Ephialtes in der Führungsposition nachfolgte, erfahren wir nicht; aber durch seine familiäre Herkunft und seine gesellschaftlichen Beziehungen, durch seine ungewöhnliche Erziehung und schließlich durch seine angeborenen Fähigkeiten war er gut für die Aufgabe gerüstet, die Bewegung einer vollkommenen Demokratie und einem größeren Athen entgegenzuführen.“

### Stratege der Demokratie
Es war die Stellung eines Militärbefehlshabers, des Strategen, in der Perikles schließlich für alle sichtbar zur einflussreichsten Führungspersönlichkeit in der Attischen Demokratie wurde. Denn das Strategenamt war nicht nur unter dem Aspekt der Sicherheit, Selbstbehauptung und Machtstellung Athens ein besonders wichtiges; es war auch das im Zuge der politischen Entwicklung letzte einflussreiche Wahlamt neben der ansonsten vorherrschenden Ämterlosung. Perikles musste dafür zweifellos eine solide militärische Grundausbildung durchlaufen haben, konnte dann aber zusätzlich mit Proben persönlicher Tapferkeit aufwarten, so 457 v. Chr. in der beiderseits verlustreichen Schlacht von Tanagra, in der die Athener gegen Böotier und Spartaner kämpften. Als Stratege mit dem Oberbefehl über eine Militäroperation ist Perikles zuerst 454 v. Chr. bei einem Unternehmen zur See im Bereich des Golfs von Korinth bezeugt.
Im Zenit seiner politischen Laufbahn wurde Perikles ab 443 v. Chr. ohne Unterbrechung 15 Jahre in Folge zum Strategen gewählt. Thukydides bezeichnete ihn als „ersten Mann in Athen“ (πρῶτος ἀνήρ prṓtos anḗr), „gleich mächtig im Reden wie im Handeln“. Die Führungsrolle in der nach 461 v. Chr. ausgestalteten direkten Demokratie konnte aber nur gegründet sein auf das Vertrauen der Volksversammlung in seine Pläne und Vorschläge, denn ohne Zustimmung und Beschluss der Ekklesia war auch Perikles nicht befugt, für die Polis zu handeln.
Werbung um Zustimmung war also nötig, auch Gefälligkeiten und Zuwendungen gegenüber der Wählerklientel boten sich im politischen Konkurrenzkampf vermutlich an. Plutarch gab anscheinend die Kritik von Gegnern der Volksherrschaft wieder, indem er Perikles bescheinigte, sich durch die Verteilung öffentlicher Gelder Vorteile verschafft zu haben: „So bestach er gar bald den Pöbel durch Schauspielgelder, Gerichtsgelder und andere Belohnungen und Schenkungen.“ In einem ganz anderen Licht erscheint Perikles’ diesbezüglicher Ansatz bei Lehmann, der nicht nur die als Aufwandsentschädigung für die Ämterausübung im Dienste der Polis gezahlten Diäten im Blick hat, sondern der auch „eine Form der Sozialhilfe für alle Behinderten und Erwerbsunfähigen“ erkennt und befürwortet, denen innerfamiliär nicht geholfen werden konnte. Das war nach seiner Auffassung eine wichtige Grundlage „für die notwendige soziale und politische Kohärenz innerhalb des Bürgerverbandes.“
Die erste bedeutende Initiative des Perikles in der Volksversammlung, die datierbar ist, war das auf seinen Antrag beschlossene Bürgerrechtsgesetz von 451 v. Chr., in dem festgelegt wurde, dass nur diejenigen Anspruch auf das Bürgerrecht haben sollten, deren beide Elternteile es ebenfalls besaßen. Wahrscheinlich handelte es sich darum, dass staatliche Zuwendungen aller Art ebenso wie die politische Herrschaftsteilhabe in einer Zeit, da Athen als griechische Metropole Zuwanderung anzog, auf den vorhandenen Kernbestand der Bürger begrenzt bleiben sollten. Die bis dahin oft auch durch Eheschließungen gefestigten guten Außenbeziehungen mancher Adelsgeschlechter verloren zugleich an Attraktivität, was sich den im Zuge der Demokratisierung aufstrebenden sozialen Schichten der Bürgerschaft als ein Zugewinn an politischer Geschlossenheit darstellen konnte. Will nimmt unter Bezug auf Aristoteles an, dass es Perikles mit dem Gesetz darum gegangen sein könnte, sich eine verlässliche Klientel in der Volksversammlung zu schaffen.
Die Opposition der entmachteten und von sozialem Bedeutungsverlust betroffenen adligen Herrschaftskreise Athens gegen die neue demokratische Ordnung artikulierte sich zunehmend in der Person des Thukydides Melesiou, Kimons Schwiegersohn. Hauptangriffspunkt war nach Plutarch die Ausgabenpolitik, die angeblich die Staatsfinanzen zugrunde richtete, dem Ansehen Athens durch den Einsatz von Seebundmitteln für Bauzwecke schadete und das Verhältnis zu den Bundesgenossen arg verschlechterte. Der über einen längeren Zeitraum sich zuspitzende Grundkonflikt zwischen den beiden politischen Lagern wurde schließlich 443 v. Chr. durch die Entscheidung des Scherbengerichts mit der Ostrakisierung des Thukydides Melesiou zugunsten von Perikles entschieden, der fortan in seiner Sonderstellung keinem ernsthaften Herausforderer mehr begegnete.

### Verfechter athenischer Machtinteressen
Die Selbstbehauptung der staatlichen Existenz und Freiheit von Athenern und Griechen in den Perserkriegen gehörte zu den prägenden politischen Kindheitserlebnissen des Perikles. Aus der kollektiven Abwehrhaltung der Hellenen gegen die östliche Großmacht war der Attische Seebund entstanden, an dessen anfänglicher Organisation neben Aristeides auch Perikles’ Vater Xanthippos wesentlichen Anteil hatte. Treibende Kraft und Machtzentrum der Symmachie war von Anbeginn Athen mit seiner Großflotte. Mit dem allmählichen Schwinden der persischen Bedrohung kam es aber zunehmend zu Interessengegensätzen zwischen den Bürgern Athens, die den Seebund als Machtinstrument fortentwickeln und nutzen wollten, und ihren Bundesgenossen, die darin zunehmend eine unnötige eigene Belastung sahen und der Hegemonie Athens nicht noch weiter Vorschub leisten wollten. Perikles hat dieses Geschehen in allen Phasen miterlebt und entsprechend dem zunehmenden eigenen politischen Einfluss mitgestaltet.
Rücksicht zu nehmen hatte er dabei vor allem auf diejenigen Teile der Bürgerschaft, die den demokratischen Umschwung und Ausbau stützten, weil sie sich selbst Vorteile davon versprachen. Hierzu gehörten nicht zuletzt jene, die als einfache Bürger (Theten) für ihre Ruderdienste auf den Trieren (Kriegsschiffen) besoldet wurden und somit auf die Seemacht Athens die eigene Existenz und Zukunftsperspektive gründeten. Tendenzen zu einer ausgreifenden und auftrumpfenden Seebundpolitik Athens lagen unmittelbar in ihrem Interesse. Derartiges zeigte sich z. B. in der Überführung der Seebundkasse von Delos nach Athen und in der recht schonungslosen Abstrafung der Verantwortlichen für erfolglose Militäreinsätze. Während Kimon mit seiner Außenpolitik des Status quo die Stimmung in Athen falsch einschätzte, wie Schubert meint, habe Perikles diesen Fehler nicht begangen. Gegen Ende seiner Laufbahn mahnte er vor seinen Mitbürgern unverblümt, wie Thukydides berichtet, dass es kein Zurück gebe aus der tyrannischen Vorherrschaft, die die Athener gegenüber den Bundesgenossen im Seebund ausübten. Nicht nur das Seereich stände andernfalls auf dem Spiel; auch der aufgestaute Hass der zum Verbleib im Bündnis und zu Abgabenleistungen Gezwungenen wäre dann zu fürchten.
Zu dieser Zeit, in der Frühphase des Peloponnesischen Krieges, waren seine in den 440er Jahren unternommenen Bemühungen allerdings auch längst gescheitert, die führende Rolle Athens als eine Friedensdienstleistung für alle Griechen glaubhaft zu machen. Da Mitte des Jahrhunderts die persische Bedrohung sich mit dem sogenannten Kalliasfrieden erledigt hatte, ergriff Perikles die Initiative zu einem panhellenischen Friedenskongress in Athen, der die innergriechischen Reibungsverluste beseitigen und auf gemeinsame Projekte hinorientieren sollte. Neben dem gemeinsamen Wiederaufbau zerstörter Tempelanlagen wird auch die Gründung einer panhellenischen Kolonie 444/43 v. Chr. in Thurioi damit in Verbindung gebracht, die außer einem starken Kontingent athenischer Siedler eine noch größere Anzahl andersstämmiger Griechen umfasste und die, wie Kagan betont, auch später nicht als Athen zugehörig oder unterworfen beansprucht wurde. Der Friedenskongress allerdings scheiterte recht kläglich daran, dass die durch zahlreiche Gesandtschaften eingeladenen anderen griechischen Poleis – vielleicht mit Rücksicht auf Sparta – keine Delegierten zu stellen bereit waren.
Anders als bei Thurioi diente die gängige attische Siedlungspolitik in der zweiten Hälfte des 5. Jahrhunderts v. Chr. in erster Linie der unmittelbaren Herrschaftssicherung Athens im Seebund. Einfache Bürger, die in Athen nur ein ungenügendes Auskommen hatten, wurden als Kleruchen – oft nach Widerstandshandlungen einzelner Seebund-Poleis – quasi als aufsichtführende Besatzung auf dem Gebiet von Bündnern angesiedelt und blieben dort attische Bürger mit besonderen Privilegien. Die Landbeschlagnahme wurde den Bundesgenossen meist mit einer gewissen Reduzierung ihrer Tributleistungen entgolten.
Bei Militäroperationen, die Perikles als Stratege selbst leitete, erwarb er sich den Ruf des umsichtigen, besonnen abwägenden Feldherrn, der unnötige Risiken mied und die unter seinem Befehl Kämpfenden nicht militärischen Abenteuern aussetzte. Gegenüber abfallenden Bundesgenossen aber zeigte er unerbittliche Entschlossenheit, Zähigkeit und in der Bestrafung Härte. Als die Samier auf Kosten der Milesier 440 v. Chr. in Ionien Expansionsaktivitäten entwickelten, einen Schiedsspruch der Athener ausschlugen und mit Schlachtenerfolgen und persischer Unterstützung Anstalten machten, die attische Seeherrschaft zu gefährden, sah sich Perikles als Stratege mehrfach ernstlich herausgefordert. Nach langer, wechselvoller Auseinandersetzung siegten schließlich die Athener; da mussten die Samier ihre Mauern einreißen, ihre Flotte ausliefern, Geiseln stellen und den Athenern die Kriegskosten erstatten. Aus der Sicht von Schubert erscheint Perikles insgesamt „als der Hauptvertreter einer breiten Strömung in Athen, die eine konsequente expansionistische Politik betrieb und auch der Auseinandersetzung mit Sparta um die Vorherrschaft in Griechenland durchaus nicht auswich.“

### Kulturförderer in großem Stil
Dem Isokrates galt im 4. Jahrhundert v. Chr. die Baupolitik als die charakteristische Errungenschaft des Perikles im Vergleich mit den großen Staatsmännern seit Solon. Neben seiner herausgehobenen politischen Stellung (προστάτης τοῦ δήμου prostátēs toú dḗmou) habe insbesondere seine Redekunst ihm dies ermöglicht. Ausgangsmotiv der nach 450 v. Chr. einsetzenden starken Bautätigkeit könnte der nun eingetretene Frieden mit den Persern gewesen sein, wie Kagan entwickelt. Vor der Schlacht von Plataiai 479 v. Chr. sollen die Athener ein Gelübde abgelegt haben, keinen der von den Persern zerstörten Tempel wieder aufzubauen, sondern sie als Erinnerung an das barbarische Sakrileg für künftige Generationen so zu belassen. Der Kalliasfrieden habe dann als Entbindung von diesem Gelübde interpretiert werden können.
Staunenswert war für Plutarch vor allem das Tempo, in dem die Arbeiten, die er auch als Teil eines großen Beschäftigungsprogramms begriff, vorangetrieben wurden und zum Abschluss kamen. Die Oberleitung des Bauprogramms lag in den Händen des berühmten Bildhauers und Perikles-Freundes Phidias. Im Jahre 447 v. Chr. begannen die Arbeiten am Parthenon, der an die Stelle eines unfertigen Baus der kimonischen Ära trat. 438 v. Chr. wurde das von Phidias für die Cella des Tempels geschaffene 12 Meter hohe Standbild der Athena Parthenos geweiht; im Jahre darauf begannen die Bauarbeiten zur Errichtung der Propyläen: Athen zog mit der Monumentalität und künstlerischen Perfektion seiner Bauten die Blicke nicht nur der Zeitgenossen auf sich. Als Zweck erkennt Kagan: „die imperiale Demokratie Athens darstellen, erklären und verherrlichen.“ Religiöse Funktionen hatte der Parthenon eher nicht, wie Will zeigt, sondern „er war ein Schatzhaus, in dem sich mehr Gold und Silber häufen sollten als in den Thesauroi von Delphi. Der neue Tempel war bestimmt, den Schatz der Athena Polias und die Bundeskasse aufzunehmen, die schon 454 nach Athen deportiert worden war. Mehr denn je vermischten sich im Parthenon Religion und Geld, Gotteshaus und Bank.“
Den deutlichsten unmittelbaren Bezug zu Perikles weist unter den Akropolis-Bauten das an der Südseite gelegene Odeion auf, das für seine Schönheit und offenbar gute Akustik berühmt war. Es war nach der Beschreibung Plutarchs mit zahlreichen Säulenreihen gestaltet und hatte eine von allen Seiten her in der Spitze auslaufende Bedachung, dem Wappenzelt des persischen Großkönigs aufgrund perikleischer Vorstellungen nachgebildet. Hier wurden von nun an die musischen Wettbewerbe bezüglich des Flöten- und Kithara-Spiels abgehalten, die Perikles für das Panathenäenfest eigens gestaltete: „Perikles wurde als Schiedsrichter gewählt und legte im Einzelnen die Regeln für das Blasen des Aulos, das Singen und das Spielen auf der Kithara fest. Hier ist nicht nur die Detailkenntnis des Perikles zu registrieren, sondern vor allem sein Bemühen, auf die künstlerische und musikalische Gestaltung des Wettkampfes Einfluss zu nehmen.“ Das enge Verhältnis zu dem Musiktheoretiker Damon, der nach Platon mit seiner Musiklehre zugleich politische Wirkungen zu erzielen beabsichtigte, legt einerseits die Annahme nahe, dass auch für Perikles politische Motive hierbei eine Rolle spielten, und macht andererseits eher begreiflich, dass Damon als Musikgelehrter schließlich dem politischen Ausschlussverfahren des Scherbengerichts unterzogen wurde.
Spöttische Begleitung nicht nur dieser Bauaktivität erfuhr Perikles durch den Komödiendichter Kratinos, der zu Kopf und Kopfbedeckung des redegewaltigen „Olympiers“, der im Gegensatz zu seinem Kontrahenten Thukydides Melesiou nicht ostrakisiert worden war, folgende Sentenz prägte: „Ei sehet, da nahet sich der Meerzwiebelkopf Zeus Perikles, er trägt auf seinem Scheitel das Odeion, froh, dass er der Acht entgangen ist.“ Auf die Komödie und ihre Autoren erstreckte sich das von Perikles vorangetriebene Kulturförderungsprogramm denn auch mitnichten, im Gegenteil: „Perikles schränkte, was später Kleon selbst im Krieg nicht wagen sollte, die Freiheit der Komödie durch Zensur ein.“ Ein von ihm beantragtes Gesetz verbot die Verspottung attischer Staatsmänner. Als daraufhin die Komödiendichter streikten, die Athener diesen Zweig ihres Theaterlebens aber nicht auf Dauer missen mochten, annullierte die Volksversammlung 437/36 v. Chr. das Zensurgesetz. Die bekennende Gegnerschaft der Spottlustigen war Perikles damit auf Dauer sicher, wie sich auch bei Aristophanes noch erweisen sollte.

### Privates Umfeld und öffentliches Auftreten
Perikles war in erster Ehe, aus der die Söhne Xanthippos und Paralos stammten, mit einer Frau der eigenen gesellschaftlichen Kreise verbunden. Vielleicht Mitte der 450er Jahre trennte man sich einvernehmlich, indem Perikles für seine Frau eine neue Ehe arrangierte. In privaten Haushaltsangelegenheiten war Perikles sehr genau und wenig ausgabenfreudig. Daraus ergab sich, als Xanthippos bereits erwachsen und mit einer dem Luxus zugeneigten Frau verheiratet war, ein erbittert ausgetragener Vater-Sohn-Konflikt. Die begrenzten Mittel, die ihm Perikles zur Verfügung stellte, umging Xanthippos schließlich, indem er sich anderweitig – angeblich für seinen Vater – Geld lieh. Als die Rückforderung einging, verweigerte Perikles die Zahlung und brachte den Sohn wegen der Sache sogar vor Gericht. Der wiederum suchte daraufhin den Vater in aller Augen lächerlich zu machen, indem er sich über ausgedehnte philosophische Betrachtungen belustigte, die Perikles z. B. im Gespräch mit Protagoras über scheinbar abseitige Probleme angestellt hatte.
Nach Auflösung seiner Ehe hatte Perikles unterdessen längst mit Aspasia zusammengelebt, einer mit der ionischen Philosophie vertrauten und als Gesprächspartnerin unter anderem auch von Sokrates und seinen Schülern aufgesuchten Milesierin. Wegen des auf ihn selbst zurückgehenden Bürgerrechtsgesetzes konnte Perikles sie nicht heiraten. Immerhin gelang es ihm aber, für den mit Aspasia gezeugten Sohn als Ausnahme von der Regel das attische Bürgerrecht zu erwirken, sodass dieser später selbst zum Strategen gewählt werden konnte. Im eigenen Umgang machte Perikles offenbar auch unabhängig von Aspasia keinen Unterschied zwischen Athenern und Zugereisten, wie z. B. Anaxagoras, Herodot und Protagoras zeigen, um nur die bekanntesten unter seinen Weggefährten nicht attischer Herkunft anzuführen.
Seine Auftritte in der Öffentlichkeit waren sorgfältig kalkuliert und wohldosiert. Man sah Perikles auf der Höhe seines politischen Einflusses nur noch auf dem Wege zu Staatsgeschäften in der Stadt. Einladungen zu Gastmählern oder zu vergnüglichem Beisammensein im privaten Rahmen schlug er aus. Gerade einmal, dass er die Hochzeit seines Vetters Euryptolemos besuchte – aber auch da nahm er nur das Essen ein und ging unmittelbar nach dem Trankopfer. Plutarch begründet: „Denn lustige Gesellschaften können leicht jeden Stolz vernichten, und es ist schwer, im vertrauten Umgange Würde und Ansehen zu behaupten […] Doch Perikles vermied auch einen steten ununterbrochenen Verkehr mit dem Volke, und damit es seiner nicht so bald überdrüssig werde, pflegte er sich ihm nur von Zeit zu Zeit zu nähern.“ Seine Auftritte als Redner sparte Perikles für wichtige Gelegenheiten auf; ansonsten ließ er Freunde und Parteigänger die vereinbarte Linie vor der Volksversammlung vertreten.
Umso wirkungsvoller hat Perikles sich dann offenbar präsentiert, wenn er bedeutsame politische Entscheidungen rhetorisch auf den Weg brachte. Der Nachhall seiner Redekunst ist beträchtlich und beruht auf einem relativ breiten Quellenfundament. Plutarch, der durchaus kritisch sichtete, was ihm an Überlieferung zur Verfügung stand, ordnete das von den Zeitgenossen für Perikles eingeführte Synonym „Olympios“ dessen Sprachmächtigkeit zu und sah ihn diesbezüglich mit den Attributen des Zeus ausgestattet: „denn bald heißt es von ihm, er donnere und blitze, wenn er zum Volke rede, bald, er trage einen furchtbaren Donnerkeil auf der Zunge.“
Von frappierender Überredungskunst zeugt eine ebenfalls von Plutarch erwähnte scherzhafte Anekdote, nach der Thukydides Melesiou, vor die Frage gestellt, ob er oder Perikles im Ringen geübter sei, geäußert haben soll: „Wenn ich ihn auf den Boden werfe, leugnet er doch, dass er gefallen sei, er behält recht, und überredet selbst die, die es gesehen haben.“ Der Komödiendichter Eupolis hinterließ in seinem gut anderthalb Jahrzehnte nach Perikles’ Tod aufgeführten Stück Die Demosgemeinden (Δῆμοι Dḗmoi) einen weiteren Beleg für die fortwirkende Faszination, die von dem Redner Perikles ausging: „Sooft er vor der Volksversammlung auftrat, vermochte er – nach Art eines guten Sprinters – die übrigen Redner rasch zu packen, selbst wenn sie einen Vorsprung hatten – von zehn Fuß! […] Zur Schnelligkeit aber kam bei ihm hinzu, dass auf seinen Lippen eine besondere Überzeugungskraft (peitho) saß; so konnte er die Zuhörer bezaubern und ließ als einziger unter den politischen Rednern seinen Stachel in ihren Herzen zurück.“
Einen Widerschein der Inhalte perikleischer Reden ergeben die von Thukydides in seine Darstellung des Peloponnesischen Krieges einbezogenen vier großen Perikles betreffenden Redefassungen, deren bis heute meistbeachtete die Darstellung der Attischen Demokratie in der Rede auf die Gefallenen zu Kriegsbeginn ist. Unabhängig von den Anteilen, die der Zeitzeuge und wegweisende Historiker Thukydides dem Original hinzugesetzt oder weggenommen haben mag, spiegelt sich darin das Bild, das die Athener zu dieser Zeit aus der Sicht ihres führenden Repräsentanten verkörpern wollten bzw. sollten:

„Wir vereinigen in uns die Sorge um unser Haus zugleich und unsre Stadt, und den verschiedenen Tätigkeiten zugewandt, ist doch auch in staatlichen Dingen keiner ohne Urteil. Denn einzig bei uns heißt einer, der daran keinen Anteil nimmt, nicht ein stiller Bürger, sondern ein schlechter, und nur wir entscheiden in den Staatsgeschäften selber oder denken sie doch richtig durch. Denn wir sehen nicht im Wort eine Gefahr fürs Tun, wohl aber darin, sich nicht durch Reden zuerst zu belehren, ehe man zur nötigen Tat schreitet.“

### In gerichtlicher Bedrängnis
Politische Herausforderer, die sich Perikles im politischen Richtungskampf entgegenstellten und sich persönlich als Alternative zu ihm präsentierten, traten nach der Ostrakisierung des Thukydides Melesiou nicht mehr in Erscheinung. Die Motive und Interessen, für die der Verbannte stand, waren mit seinem Ausscheiden jedoch keineswegs aus der attischen Gesellschaft getilgt. Eine Reihe von Prozessen, die gegen Persönlichkeiten in Perikles’ engerem Umfeld angestrengt wurden – und die im Zusammenhang standen mit weiteren Prozessen, die wegen Asebie (Gottlosigkeit) gegen verschiedene Vertreter eines neuen philosophischen und gesellschaftlichen Denkens geführt wurden –, konnte oder musste Perikles wohl als verdeckte Angriffe verstehen, die letztlich ihm und seinem politischen Programm galten. Betroffene waren – neben dem durch Scherbengericht exilierten Damon – sein philosophischer Mentor Anaxagoras, der Kopf des Akropolis-Bauprogramms Phidias und die Lebensgefährtin Aspasia. Erst nach seinen Freunden und Vertrauten sollte später Perikles selbst vor Gericht angeklagt werden.
Nach Schubert könnte gegen Anaxagoras der erste der sogenannten Asebie-Prozesse geführt worden sein, deren generelle Stoßrichtung jegliches Infragestellen der Existenz von Göttern unterbinden sollte, wie es der ionischen Naturphilosophie anscheinend unterstellt wurde: Über Anaxagoras und Aspasia, meinte man wohl, konnte dieses neue Weltbild zum Schaden Athens unheilvollen Einfluss auf Perikles und sein Handeln ausüben. Als rechtliche Handhabe für das Vorgehen gegen die der Gottlosigkeit Beschuldigten könnte eine von der Volksversammlung beanspruchte Befugnis gedient haben, die Verbreitung schädlicher Lehren (λόγοι lógoi) zu unterbinden: „Ansichten über die himmlischen Dinge“ zu äußern, wie es der Philosoph Anaxagoras tat, wurde als Verbrechen behandelt. Man hielt ihm vor, die Sonne zur glühendheißen, feurigen Eisenmasse erklärt zu haben, größer als die gesamte Peloponnes. Perikles unterstützte den Freund bei der Flucht; Anaxagoras wurde in Abwesenheit zum Tode verurteilt.
Hinsichtlich Aspasias lagen die Voraussetzungen ähnlich wie bei Anaxagoras: Sie stammte aus Ionien, stand dem neuen philosophischen Denken nahe und erweckte den Eindruck, starken Einfluss auf Perikles nehmen zu können. Insbesondere die langwierige und harte Auseinandersetzung mit den abtrünnigen Samiern, gegen die Perikles zugunsten von Aspasias Heimatstadt Milet vorgegangen war, buchten wohl einige Athener anschließend auf das Konto der Aspasia. Prozessgegenstand war aber auch bei ihr, die wegen ihres unkonventionellen Lebensstils zusätzlich angefeindet wurde, der Asebie-Vorhalt. Perikles, der eigentlich für seine abgeklärte Selbstbeherrschung bekannt war, soll nach der Überlieferung Plutarchs vor den Richtern alle Mittel einschließlich des Tränenausbruchs ausgeschöpft haben, um den Freispruch der Gefährtin zu erwirken.
Gegen Phidias wurde Anklage erhoben, weil er angeblich einen Teil des Goldes unterschlagen hatte, das die Statue der Athena Parthenos bekleiden sollte. Plutarch sah in dem Phidias-Prozess einen von interessierter Seite angesetzten Testlauf, der Aufschluss darüber geben sollte, wie das Volk auf eine Anklage gegen Perikles reagieren würde, dem in allen Angelegenheiten, die die Ausgestaltung der Akropolis-Bauten betrafen, eine Gesamtverantwortung zugerechnet wurde. Das Abtragen und Nachwiegen des Goldes erwiesen Phidias als unschuldig; dennoch kam er nicht wieder frei, weil er sich in despektierlicher Manier, wie man meinte, auf dem Schild der Athene selbst mitabgebildet hatte. Nach Plutarch endete das Leben des verurteilten Phidias im Gefängnis, nach Philochoros in der Verbannung.
Dass jeder dieser Prozesse Perikles stark mitgenommen haben muss, liegt auf der Hand und war vielleicht im Sinne einer Zermürbungsstrategie auch bezweckt. Speziell an den wohl im Zeitraum 434–432 v. Chr. stattgefundenen Phidias-Prozess wurden aber noch weitergehende Überlegungen und Verdächtigungen geknüpft. Sie besagen, Perikles habe Athen bewusst in den Peloponnesischen Krieg getrieben, um nicht seinerseits vor Gericht gestellt zu werden und um nicht auch das Schicksal des Phidias zu erleiden.

### Kriegsstratege
Eigenes Erleben und Strategenamt hatten Perikles die Sorge um die militärische Sicherheit und machtpolitische Handlungsfähigkeit Athens von jeher zur Kernaufgabe gemacht. Als sicherheitspolitisches Rückgrat der seit Themistokles ganz auf die eigene Schiffsflotte gegründeten Machtstellung Athens sah Perikles offenbar die Langen Mauern an, die das Stadtgebiet Athens mit den Häfen Piräus und Phaleron verbanden. Ab 445 v. Chr. wurde auf seine Initiative – wie Sokrates bezeugte – eine dritte Mauer gebaut, die mittlere, durch die der Zugang zum Piräus noch zusätzlich gesichert wurde. Diese Bauaktivitäten schürten den ohnehin latent schwelenden Konflikt mit den Spartanern, die die eigene Machtstellung durch den attischen Imperialismus zur See in Verbindung mit solchen Vorkehrungen zunehmend gefährdet sahen.
Als einen Prozess wachsender Entfremdung und zunehmender Rivalität der beiden griechischen Großmächte hat Thukydides den fünf Jahrzehnte währenden Zeitraum zwischen dem Ende der Perserkriege und dem Beginn des Peloponnesischen Krieges beschrieben. Diese Pentekontaetie hat Perikles in allen Phasen und Wendungen nicht nur miterlebt, sondern gelegentlich auch mit eigenen Akzenten versehen. Die Haltung, die er Sparta gegenüber einnahm, war von der Entschlossenheit geprägt, die komfortable Machtposition und Sonderrolle Athens im Seebund – und in der damaligen griechischen Welt überhaupt – keinesfalls preiszugeben. Ihren Gegnern aber erschienen die Athener schließlich in ihrem Herrschafts- und Expansionsdrang rastlos und unersättlich.
Ende der 430er Jahre kam es zu einem an mehreren Stellen eskalierenden Dauerkonflikt Athens mit der Handelsmacht Korinth, die im Peloponnesischen Bund auf die Unterstützung Spartas zählte. Als das gleichfalls in diesem Bund verankerte Megara durch einen von Perikles energisch betriebenen Handelsboykott (Megarisches Psephisma) wirtschaftlich stark unter Druck gesetzt wurde, drohten die Spartaner im Falle der Aufrechterhaltung dieser Maßnahme den Athenern mit Krieg.
In der Volksversammlung, die das zuletzt klar umrissene Ultimatum zu beraten hatte, waren die Meinungen geteilt; denn einige Redner sprachen sich dafür aus, der Aufhebung des Megarischen Psephismas als der einzig verbliebenen Bedingung zur Abwendung des Krieges zuzustimmen. Perikles aber hielt nach Thukydides Folgendes dagegen:

„An meiner Meinung, Athener, halte ich unverändert fest, den Peloponnesiern nicht nachzugeben, obwohl ich weiß, dass die Menschen die Stimmung, in der sie sich zu einem Krieg bestimmen lassen, nicht durchhalten in der Wirklichkeit des Handelns, sondern mit den Wechselfällen auch ihre Gedanken ändern.“

Schon lange sei das Denken der Spartaner auf das Verderben der Athener gerichtet. Die Megara-Frage erscheine vielleicht als nicht sehr bedeutsam, sei aber tatsächlich der Prüfstein athenischer Standfestigkeit. Gebe man hier nach, werde dies als Angstreaktion ausgelegt und mit größeren Anschlussforderungen quittiert werden. Eine Kriegsfurcht der Athener aber sei unbegründet angesichts der Vorteile, die der von Perikles entwickelte Kriegsplan aufweise.
Zwar könnten die Spartaner und ihre Verbündeten es in einer Landschlacht mit allen übrigen Hellenen aufnehmen, doch der von den Athenern zu verfolgenden Gegenstrategie seien sie nicht gewachsen. Man solle den Peloponnesiern den Großteil des attischen Landes überlassen und sich in den eigenen Mauern verschanzen. Die überlegene attische Flotte könne nicht nur die Versorgung aufrechterhalten, sondern durch seemachtgestützte Gegenangriffe den Gegner massiv schwächen, dem anders als den Athenern kein Ersatzland in Gestalt des von Attika beherrschten Inselreiches zur Verfügung stehe.
Gemäß Thukydides’ Wiedergabe schloss Perikles diese Rede mit der Versicherung, dass Athen einen Krieg nicht beginnen werde und einem Schiedsgericht zwecks Klärung der Differenzen sich zu stellen bereit sei, um schließlich doch zu mahnen: „Ihr müsst aber wissen, dass der Krieg notwendig ist, und je williger wir ihn annehmen, desto weniger scharf werden unsere Gegner uns zusetzen, ferner, dass aus der größten Gefahr dem Staat wie dem einzelnen auch die größte Ehre zuwächst.“ Damit gewann Perikles die Volksversammlung in allen Punkten für seine Vorschläge. Die spartanischen Gesandten kehrten mit diesem Bescheid heim; der Krieg begann im folgenden März 431 v. Chr.

### Letzte Wendungen
Den erwarteten spartanischen Einfall nach Attika beantworteten die Athener gemäß Perikles’ Plan, indem sie sich in äußerster Gedrängtheit hinter ihre Mauern zurückzogen und eine Landschlacht verweigerten. Die Lakedaimonier ruinierten die attische Ernte und verwüsteten das verlassene Land, bevor sie sich wegen eigener Versorgungsprobleme wieder zurückzogen. Die Hoffnung, dass sie sich dadurch von der Vergeblichkeit eigener Siegeshoffnungen überzeugt hätten, trog aber: Im Jahr darauf wiederholten sich Vorstoß und Rückzug in gleicher Weise, wobei Perikles aber zunehmend unter Druck geriet, der attischen Landverwüstung etwas entgegenzusetzen. Zwar gelang es ihm erneut, die unruhig gewordenen und von manchen zu offensiverem Vorgehen angespornten Athener von einer offenen Feldschlacht gegen das spartanische Hoplitenheer abzuhalten; doch wurde nun zu einer Vergeltungsaktion auf der Peloponnes ein größerer Flottenverband ausgeschickt. Der Krieg kam Athen zunehmend teuer zu stehen: Was an eigener Ernte ausfiel, musste durch Lebensmittelimporte ausgeglichen und entsprechend finanziert werden. Bereits das erste Kriegsjahr zehrte ein Viertel der verfügbaren Kriegskasse auf, ohne dass der Peloponnesische Bund Kriegsmüdigkeit oder Zerfallserscheinungen erkennen ließ.
Im zweiten Kriegsjahr aber brach unter den in die Enge der Stadtmauern eingeschlossenen Athenern eine pestartige Seuche aus, die insgesamt bis 427 v. Chr. etwa ein Drittel der Athener dahinraffte. Die 430 v. Chr. vollzogene schroffe Abkehr der geplagten Bevölkerung von Perikles und seiner Politik war davon mitbestimmt. Die Volksversammlung suchte nun Frieden mit Sparta und schickte eine Gesandtschaft aus, die aber das gewünschte Ergebnis nicht erbrachte. Nun wurde gegen Perikles als vermeintliches Friedenshindernis im Prozesswege vorgegangen. Nach seiner Absetzung als Stratege wurde er entweder wie Phidias wegen Unterschlagung angeklagt oder, wie Schubert wegen der angeblich auch diskutierten Todesstrafe meint, so wie seinerzeit Miltiades wegen Täuschung des Volkes. Tatsächlich verurteilt wurde er zu einer hohen Geldstrafe.
Der politische Sturz ging mit einer Verdüsterung auch der privaten Lebensumstände des Perikles einher. Eine Reihe ihm besonders nahestehender Menschen starben in dieser Zeit an jener pestartigen Epidemie, die auch der Historiker Thukydides am eigenen Leibe erlebte, überstand und gründlich beschrieben hat. Neben einer Vielzahl von Verwandten und Freunden des Perikles, deren Tod ihm Plutarch zufolge nahe ging, ohne ihn aber aus der Fassung zu bringen, verstarb nach dem ersten dann auch der zweite Sohn aus der früheren Ehe, Paralos, bei dessen Begräbnis Perikles in lautes Weinen ausbrach, als er dem Toten den Kranz aufsetzte.
Im März 429 v. Chr. wurde er noch einmal in das Strategenamt gewählt, nachdem andere sich in dieser Funktion wohl vergleichsweise wenig sattelfest erwiesen hatten: Der Rat des „ersten Mannes“ wurde nun noch einmal gesucht. Viel zu bewirken gab es für Perikles angesichts unveränderter äußerer Umstände aber nicht. Ein halbes Jahr später erlag er selbst der Seuche.

## Deutungsansätze der Mit- und Nachwelt
Für „sehr schwierig, wenn nicht unmöglich“ hält Schubert die Beantwortung der Frage nach Einfluss und Bedeutung des Perikles für die politische Entwicklung der Attischen Demokratie zu seiner Zeit, da über seine Person letztlich wenig bekannt sei. Dieser skeptischen Auffassung einer Gegenwartshistorikerin steht in erster Linie das Zeugnis des zeitgenössischen Historikers Thukydides gegenüber, der das politische Wirken des Perikles im Rückblick als eminent wichtig würdigte:

„… nach seinem Tode wurde seine Voraussicht für den Krieg erst recht deutlich. Denn er hatte ihnen gesagt, sie sollten sich nicht zersplittern, die Flotte ausbauen, ihr Reich nicht vergrößern während des Krieges und die Stadt nicht aufs Spiel setzen, dann würden sie siegen. Sie aber taten von allem das Gegenteil und rissen außerdem aus persönlichem Ehrgeiz und zu persönlichem Gewinn den ganzen Staat in Unternehmungen, die mit dem Krieg ohne Zusammenhang schienen und die, falsch für Athen selbst und seinen Bund, solange es gut ging, eher einzelnen Bürgern Ehre und Vorteil brachten, im Fehlschlag aber die Stadt für den Krieg schwächten. Das kam daher, dass er, mächtig durch sein Ansehn und seine Einsicht und in Gelddingen makellos unbeschenkbar, die Masse in Freiheit bändigte, selber führend, nicht von ihr geführt, weil er nicht, um mit unsachlichen Mitteln die Führung zu erwerben, ihr zu Gefallen redete, sondern genug Ansehen hatte, ihr auch im Zorn zu widersprechen. Sooft er wenigstens bemerkte, dass sie zur Unzeit sich in leichtfertiger Zuversicht überhoben, traf er sie mit seiner Rede so, dass sie ängstlich wurden, und aus unbegründeter Furcht hob er sie wiederum auf und machte ihnen Mut. Es war dem Namen nach eine Demokratie, in Wirklichkeit die Herrschaft des Ersten Mannes.“

In der neuzeitlichen Geschichtsforschung sind teilweise entschiedene Zweifel an dem Perikles-Bild des Thukydides angemeldet worden. Sie gründen nicht zuletzt darin, dass die perikleische Kriegsstrategie im Nachgang von Thukydides als erfolgversprechend ausgegeben wurde. Stellt sich das Überlieferte aber sowohl lückenhaft als auch fragwürdig dar, eröffnen sich andererseits weite Deutungsspielräume.

### Antike Perikles-Bilder
Anders als Thukydides setzten sich die zeitgenössischen Komödienschreiber nicht nur in politischer Hinsicht mit Perikles auseinander. Und doch wurde das Urteil des Historikers über den „Ersten Mann“ in der Demokratie von Kratinos in satirisch-polemischer Zuspitzung noch unterstrichen: „Der alte Kronos zeugt’ einst in der Zwietracht Armen den mächtigen Tyrann. Die Götter nennen ihn Kephalegeretas.“ Bei Aristophanes wird Perikles in Verbindung mit dem Handelsboykott gegen Megara als Kriegstreiber aus Eigeninteresse dargestellt, während Eupolis ihn – wohl nach der Sizilienexpedition – mit anderen großen Staatsmännern der athenischen Geschichte aus dem Totenreich in die politische Gegenwart zurückholt, um harte Strafen gegen schlechte Politiker und andere Übeltäter zu verhängen.
Platon, der Politiker daran maß, ob es ihnen gelang, die Bürger ethisch-moralisch auf einen besseren Weg zu führen, fällte über Perikles wie über andere einflussreiche attische Politiker des 5. Jahrhunderts v. Chr. ein negatives Urteil. Er habe durch die Einführung der Ausgleichszahlungen für die Ausübung von Ämtern die Athener zu einem wilden, geldgierigen, faulen und geschwätzigen Volk herunterkommen lassen. Schließlich hätten sie sich in der Art durchgegangener Pferde gebärdet, die ihren Wagenlenker abwerfen.
Dagegen rühmte der Rhetorik-Lehrer Isokrates den als unbestechlich angesehenen Perikles nachdrücklich: „ein großartiger politischer Führer, der beste Redner, und er hat die Stadt mit Bauwerken und allen anderen Arten von dekorativen Dingen so ausgeschmückt, dass sogar heute noch die Besucher Athens die Stadt für wert erachten, nicht nur über die Griechen, sondern über die ganze Welt zu herrschen.“
Plutarch schließlich, der über eine reichhaltige Bibliothek verfügte und in dessen Lebensbeschreibung aus römischer Zeit die Informationen über Perikles auch jenseits seiner Rolle in der Volksversammlung am ergiebigsten fließen, unterschied ausdrücklich zwei Phasen in Perikles’ politischem Wirken: Während er sich bis zur Ostrakisierung des Thukydides Melesiou populistisch angepasst gegeben habe, war er angeblich danach „nicht mehr derselbe Mann, zeigte sich nicht mehr so gefällig gegen das Volk, nicht mehr so geneigt, dem Verlangen der Masse, wie ein Schiff dem Winde, zu folgen und nachzugeben; im Gegenteil stimmte er jene schlaffe und in manchen Stücken gar zu nachgiebige, um Volksgunst buhlende Regierung, wie eine zu zärtlich und weichliche Melodie, auf einmal in eine aristokratische und königliche Herrschaft um.“ In seinem Schlusskapitel zu Perikles bezog sich Plutarch aber auf besonders menschliche Züge, die Perikles bewiesen habe, indem er bei all seiner Macht auf jegliche Willkürakte gegen Mitbürger verzichtete: „Ja, meines Erachtens, ist sein liebenswerter Charakter, sein reiner, unbescholtener Wandel bei so großer Macht, schon allein hinreichend, jenen kindischen und eitlen Beinamen >der Olympier< untadelhaft und ihm angemessen zu machen.“

### Neuzeitliche Einschätzungen
Erst durch Rückbesinnung in der europäischen Neuzeit sind die Attische Demokratie und ihre führenden Persönlichkeiten als interessante Studienobjekte, Identifikationsgelegenheiten und Bezugspunkte von Kontroversen wiederentdeckt worden. Im deutschsprachigen Raum hat hierfür vor allem die durch Johann Joachim Winckelmann angefachte Begeisterung für altgriechische Kunst und Kultur die Ausgangsbedingungen geschaffen. Perikles betreffend, äußerte Winckelmann: „Die glücklichste Zeit für die Kunst in Griechenland, und sonderlich in Athen, waren die vierzig Jahre, in welchen Perikles, so zu reden, die Republik regierte […]“
Die ausgreifendste Vision eines perikleischen Zeitalters überhaupt entwickelte ein Jahrhundert später der Historiker Wilhelm Adolf Schmidt, der Perikles als eigentlichen Repräsentanten „eines ganzen Weltalters und einer universalen Entwicklungsstufe der Menschheit“ sah: „Er steht im Zenit des gesamten antiken oder classischen Weltalters, und vertritt dergestalt in hervorragendster Stellung eine jener weit und hoch geschwungenen Culturwellen, die, bemessen nach Jahrtausenden, in ihrer Aufeinanderfolge bestimmt sind, die Menschheit ihren höchsten Culturzielen, ihrer irdischen Vollendung entgegenzuführen.“
Eine historisch-kritische Sicht auf Perikles zeigte sich bei Julius Beloch, dessen Griechische Geschichte 1893 erschien und die Skepsis des Verfassers gegenüber der Wirkungsmacht „großer Männer“ an diesem Beispiel unterstrich. Er bezweifelte, dass Perikles überhaupt ein bedeutender Staatsmann war, da es ihm nicht gelungen sei, das attische Reich auf der unter Themistokles und Kimon erreichten Höhe zu halten. Für Beloch hat Perikles den Peloponnesischen Krieg aus persönlichen Gründen zum Ausbruch gebracht und sich damit des „größten Verbrechens“ schuldig gemacht, „das die ganze griechische Geschichte kennt“.
Die Wandelbarkeit und zeittypische Indienstnahme des Perikles-Bildes erwies sich nach Will ganz deutlich auch in nationalsozialistischer Zeit einerseits bei Hitler selbst, andererseits z. B. auch in Ausführungen des Althistorikers Helmut Berve, der als „Kriegsbeauftragter der deutschen Altertumswissenschaft“ im Jahre 1940 Perikles ein Leben als Kampf bis zum letzten Atemzug bescheinigte: „gleich seinem Athen war er auch während der vergangenen 15 Jahre in einem Stahlbad gehärtet, so dass er nun erst recht gegenüber inneren Anfeindungen und äußeren Schwierigkeiten eine schwer zu brechende Widerstandskraft besaß.“ Die zündende Kraft in den Worten des Redners Perikles führte Berve zurück auf „das hohe Ethos eines großen schicksalumfangenen Menschen, der selbst in Schlachten dem Tode ins Auge gesehen hatte.“
Auf andere Weise gelangt Christian Meier 1993 in seiner weit ausgreifenden Studie über Geschichte, Politik, Gesellschaft und Kultur Athens im 5. Jahrhundert v. Chr. zu einem Urteil, das von hoher Wertschätzung zeugt: „Sein Geschick, seine Rednergabe, sein souveräner Verstand, seine Urteilskraft, nicht zuletzt die bemerkenswerte Selbstdisziplinierung, die Unbestechlichkeit, die Unbedingtheit, mit der er sich in den Dienst der Polis stellte – dies alles zusammen hat Perikles gewiß einen weiten Vorsprung vor allen möglichen Rivalen gegeben.“ Darüber hinaus bescheinigt Meier ihm Überlegenheit aufgrund der „Sicherheit und Klarheit der Linie, die er steuerte“ und die es bedingte, „dass man sich unter seiner Führung gut aufgehoben fühlen konnte.“ Im Begriff des perikleischen Athen komme angesichts der Chancen, die diese Polis und dieses Individuum einander wechselseitig boten, „die Verquickung zwischen der Logik einer Stadt und der Freiheit einer Person zum Ausdruck.“
Eine 20-Drachmen-Münze mit dem Porträt des Perikles brachte Griechenland 1976 bis 1988 in Umlauf.
Zu Beginn des 21. Jahrhunderts stehen nach wie vor z. T. konträre Perikles-Deutungen nebeneinander. Während Kagan und Lehmann ihre mit Gegenwartsbezügen angereicherten Auslegungen insbesondere auf die Quellenzeugnisse von Thukydides und Plutarch gründen und ein sehr positives Gesamtbild des Perikles zeichnen, halten Schubert und Will die Angaben dieser antiken Autoren für stark geschönt und unzuverlässig; vorwiegend kritisch beleuchtet und konturenarm erscheint Perikles in dieser Sicht.
„Was bleibt?“, fragen in ihren Schlusskapiteln sowohl Lehmann als auch Will. Für Lehmann besteht Perikles’ „mit Abstand größte Leistung“ in dem persönlichen Einsatz für die Ausgestaltung Athens zu einem Kulturstaat, „an dem die gesamte Bürgerschaft, über alle sozialen Unterschiede und Milieus hinweg, aktiv beteiligt war und sich dafür immer wieder einem anspruchsvollen Bildungsprogramm unterzog.“ Kagan rühmt an ihm die „unverwechselbare und neuartige Vision von der wahren Gesellschaft und vom wahren Bürger. […] Dies war eine Vision von Demokratie, die nicht sämtliche Lebensbereiche auf das niedrigste gemeinsame Niveau herunterschraubte, sondern darauf abzielte, den einzelnen wie auch den Staat sich bewähren zu lassen.“ Dies sei eine Vision von zeitlosem Wert, die ihre inspirierende Kraft und ihren Vorbildcharakter behalten werde, „solange es menschliche Gesellschaften gibt, die sich mit den Problemen politischer Freiheit auseinandersetzen“. Will sieht in Perikles dagegen keinen Lehrer, Demokraten oder Kulturheros: „Erst die Moderne suchte Politik und Kunst zu verbinden und schuf ein Bild frommer Erbaulichkeit. Inmitten eines Kranzes von Dichtern und Sängern, Bildhauern und Malern, Historikern und Philosophen steht Perikles auf dem ersten der drei Hügel – Akropolis, Capitol, Golgatha –, auf denen das Abendland ruht.“